# Butiksbagt brød
Butiksbagt brød, også kaldet bake off, er brød og kager, der bages i eksempelvis butikker, kiosker og på tankstationer. Bake off laves af færdig dej, der leveres til butikken fra en større brødleverandør eller bager, og brødet bages færdig i butikken i mindre portioner, så der hele dagen igennem kan sælges friskbagt brød.
Der findes mange forskellige slags butiksbagt brød, og det er lederen af den enkelte butik, som bestemmer, hvilke varianter der tilbydes i forretningen. I nogle butikker har man et større udvalg at vælge imellem end andre steder. Det gælder vel at mærke også inden for den enkelte butikskæde.
For at få bake off udsolgt inden lukketid sættes prisen ned, med f.eks. 30 eller 50%, den sidste halve eller hele time før lukketid. På det tidspunkt bages der ikke mere i butikken den dag, og flere af varianterne kan allerede være udsolgt.
Blandt de butikker, der sælger bake off-produkter er 7-Eleven, Aldi, DøgnNetto, Fakta, Lidl og Netto, m.fl.
| Mad og drikke | Spire Denne artikel om mad og drikke er en spire som bør udbygges. Du er velkommen til at hjælpe Wikipedia ved at udvide den. |